# Vicente Lenílson
Vicente Lenílson de Lima (Currais Novos, 4 de junho de 1977) é um atleta brasileiro.
Crescendo em Currais Novos, Rio Grande do Norte, se entusiasmou com corridas nas aulas de educação física,  e dois meses depois já era o melhor velocista do Rio Grande do Norte nos Jogos Escolares. Trabalhava como mecânico de motocicletas até ser demitido e tentar uma carreira nos esportes. Inicialmente foi tentar a vida no futebol, no clube da cidade Potyguar Seridoense, mas gostou mais da pista de atletismo que cercava o gramado do Estádio Municipal Coronel José Bezerra.
Nos Jogos Olímpicos de Sydney 2000, conquistou a medalha de prata no revezamento 4x100m, com o tempo de 37s90, junto com Claudinei Quirino, André Domingos e Édson Luciano. Vicente abriu a prova, e lesionou o músculo adutor da perna poucos metro antes de passar o bastão. A medalha de ouro foi para a equipe dos Estados Unidos. Posteriormente, em 2008, o corredor Tim Montgomery, que participou deste revezamento, confessou o uso de doping, o que deveria anular o ouro dos EUA e transferi-lo para o Brasil, mas até hoje o COI não deu ganho de causa ao Brasil.
Durante o ciclo para a próxima Olimpíada, Atenas 2004, integrou a equipe de revezamento que foi vice-campeã no Campeonato Mundial de Atletismo de 2003 e ouro nos Jogos Pan-americanos de 2003, mas na Olimpíada o Brasil ficou apenas em oitavo. Individualmente, o corredor foi o 16º nos 100 m rasos. Ganhou o ouro no Jogos Pan-americanos de 2007, no revezamento 4x100m rasos.
Integrou a equipe brasileira de revezamento 4x100 metros nos Jogos Olímpicos de Pequim 2008, que obteve o quarto lugar. Entretanto, o jamaicano Nesta Carter foi pego no exame anti-doping, e em 2017 o time jamaicano que conquistou a medalha de ouro nessa prova foi desclassificado, o que fez com que o quarteto brasileiro composto por Bruno Lins, Vicente Lenílson, José Carlos Moreira e Sandro Viana herdasse a medalha de bronze dos Jogos Olímpicos de Pequim 2008. Quando recebeu a medalha em 2019, Lenílson ressaltou que não ir ao pódio na época o impediu de ganhar um prêmio financeiro de seu clube, e declarou que "Nesta machucou nosso trabalho, por ambição acabou não se lembrando do espírito olímpico".
É casado com outra ex-atleta, a sul-matogrossense Maria Aparecida de Souza, que participou do salto triplo em Atlanta 1996. O casal tem dois filhos. Se aposentou em 2011, e é coordenador de Esportes de Alto Rendimento do governo de Mato Grosso, além de treinar crianças no Instituto Vicente Lenílson.